# Milites (exèrcit romà)
Els milites (plural del llatí miles, soldat) formaven el cos d'infanteria no especialista que comprenia la part més grossa de l'exèrcit romà. A part de combatre, tenien la missió de mantenir la guàrdia dels campaments, així com les obres de construcció i manteniment no relacionats directament amb la guerra. Tenien com a patró i model el déu Mart.
Els que aspiraven a entrar a la legió havien de sotmetre's a un entrenament durant quatre mesos. Si complien les expectatives passaven a ser milites. Després de diversos anys de servei, els milites podien accedir a la formació per esdevenir immunes, és a dir, soldats especialistes amb una retribució més elevada.
Els milites tenien diversos privilegis en el dret privat, com ara en les herències o en la possibilitat d'adquirir terres quan es jubilaven. La paraula milites es va convertir en sinònim de soldat. De l'arrel llatí miles deriven les paraules militar i milícia.